# Хосе Сантамарія
Хосе́ Сантамарі́я (ісп. José Santamaría, нар. 31 липня 1929, Монтевідео) — колишній уругвайський та іспанський футболіст, що грав на позиції захисника. По завершенні ігрової кар'єри — футбольний тренер.
Один з найкращих захисників в історії світового футболу, виступав за дві команди і дві збірні. Одна з легенд мадридського «Реала». Колишній тренер збірних Іспанії різного рівня. Після завершення тренерської кар'єри — активний член асоціації ветеранів мадридського «Реала».

## Біографія

### Клубна кар'єра
Хосе Еміліо Сантамарія народився 31 липня 1929 року в родини іспанських емігрантів з Галісії. Його батьки були родом з міста Рібадавія, звідки поїхали в Уругвай у пошуках кращого життя. Перші роки родини були пов'язані з фінансовими труднощами, але поступово батько сімейства зміг виправити своє економічне становище, внаслідок чого сім'я переїхала на віллу на околиці міста Монтевідео, де й народився Сантамарія. Вілла перебувала неподалік стадіону Сентенаріо, поряд з яким пройшло все дитинство Сантамарії.

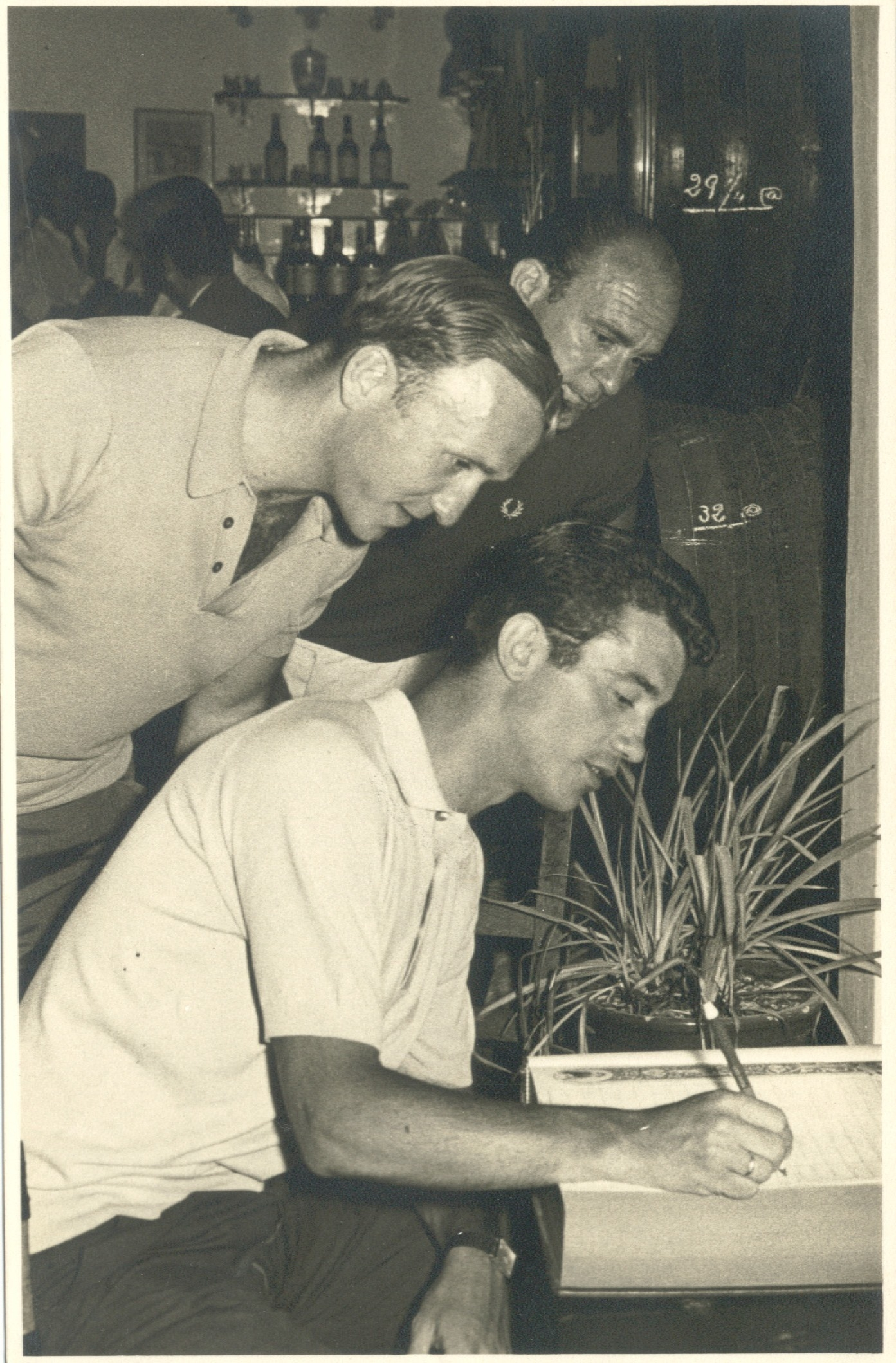
Футболісти «Реала» (згори вниз): Альфредо Ді Стефано, Хосе Сантамарія, Ісідро. 11 липня 1963 року

Сантамарія почав свою кар'єру в молодіжному складі клубу «Атлетіко Посіто», який складався з дітей, що живуть в сусідніх районах. Команда була надзвичайно бідна, а тому часто гравцям не вистачало грошей на екіпіровку. На ігри «Посіто» часто ходив один з місцевих жителів, що тримав магазин в районі галісійських емігрантів. Саме він, маючи зв'язки у вищих колах клубу «Насьональ» та будучи пристрасним уболівальником команди, в листопаді 1944 року запросив Сантамарію на перегляд до «Насьоналя», куди Хосе і був прийнятий.
Одночасно з грою в «молодіжці» «Насьоналя», Сантамарія працював у франко-італійському банку, і закінчив поєднувати дві професії лише у віці 17-ти років, з початком гри за першу команду клубу. 26 квітня 1947 року Сантамарія дебютував в основному складі «Насьоналя». Спочатку Сантамарія грав на позиції лівого захисника або в центрі півзахисту, але 1949 року він був переведений у центр оборони, де вже виступав до кінця своєї кар'єри. За «Насьональ» Сантамарія грав до 1957 року, ставши з клубом 5-ти кратним чемпіоном Уругваю.
Гру Сантамарії помітили ще на чемпіонаті світу 1954 року, де був присутній президент мадридського клубу «Реал» Сантьяго Бернабеу, який вже тоді хотів купити талановитого захисника, але покупку відклали через нестачу коштів у «королівського клубу», витрачених на Альфредо Ді Стефано роком раніше, а місце центрального захисника «закрили» Торресом.
Навесні 1957 року, у віці 28-ми років, Сантамарія все ж перейшов у «Реал» та одразу ж був поставлений на місце ліберо. За «Реал» Сантамарія провів 446 матчів, з них 226 в чемпіонаті Іспанії, 50 в Кубку чемпіонів, 58 в кубку Іспанії, 2 в міжконтинентальних кубках и 108 товариських ігор. Разом з «вершковими» Сантамарія став шестиразовим чемпіоном Іспанії, 4-разовим володарем Кубка європейських чемпіонів, переможцем Міжконтинентального кубка та володарем Кубка Іспанії. Свій останній матч у кар'єрі Сантамарія провів 15 вересня 1966 року проти «Гамбурга», в якому німецький клуб переміг з рахунком 2:1.

### Виступи за збірні
1952 року дебютував в офіційних матчах у складі національної збірної Уругваю. Протягом кар'єри у національній команді, яка тривала 6 років, провів у формі головної команди країни 20 матчів.
У складі збірної був учасником чемпіонату світу 1954 року у Швейцарії, зайнявши з командою четверте місце, та чемпіонату Південної Америки 1957 року у Перу, на якому допоміг збірній виграти бронзові нагороди.
Незабаром після переїзду в «Реал Мадрид», Сантамарія став виступати за національну збірну Іспанії, разом з якою став учасником чемпіонату світу 1962 року у Чилі. Всього за «червону фурію» провів 16 ігор.

### Кар'єра тренера
Розпочав тренерську кар'єру, повернувшись до футболу після невеликої перерви, 1968 року, очоливши молодіжну та олімпійську збірні Іспанії.
Протягом 1971—1978 очолював тренерський штаб клубу «Еспаньйол».
З 1978 по 1980 рік очолював олімпійську збірну Іспанії, яка під керівництвом Хосе Сантамарії взяла участь у Олімпійських іграх 1980 року, проте не змогла вийти з групи.
Останнім місцем тренерської роботи Хосе стала національна збірна Іспанії, яку Сантамарія очолював як головний тренер з 1980 до 1982 року, очолюючи збірну на домашньому чемпіонаті світу 1982 року.

## Статистика

### Клубні виступи
| Чемпіонат | Чемпіонат     | Чемпіонат | Ліга | Ліга |
| Сезон     | Клуб          | Ліга      | Ігри | Голи |
| Іспанія   | Іспанія       | Іспанія   | Ліга | Ліга |
| --------- | ------------- | --------- | ---- | ---- |
| 1957-58   | «Реал Мадрид» | Ла Ліга   | 27   | 0    |
| 1958-59   | «Реал Мадрид» | Ла Ліга   | 24   | 1    |
| 1959-60   | «Реал Мадрид» | Ла Ліга   | 30   | 0    |
| 1960-61   | «Реал Мадрид» | Ла Ліга   | 27   | 1    |
| 1961-62   | «Реал Мадрид» | Ла Ліга   | 26   | 0    |
| 1962-63   | «Реал Мадрид» | Ла Ліга   | 29   | 0    |
| 1963-64   | «Реал Мадрид» | Ла Ліга   | 27   | 0    |
| 1964-65   | «Реал Мадрид» | Ла Ліга   | 27   | 0    |
| 1965-66   | «Реал Мадрид» | Ла Ліга   | 9    | 0    |
| Країна    | Іспанія       | Іспанія   | 226  | 2    |
| Всього    | Всього        | Всього    | 226  | 2    |

### Збірні
| Збірна Уругваю | Збірна Уругваю | Збірна Уругваю |
| Роки           | Ігри           | Голи           |
| -------------- | -------------- | -------------- |
| 1952           | 1              | 0              |
| 1953           | 0              | 0              |
| 1954           | 8              | 0              |
| 1955           | 0              | 0              |
| 1956           | 5              | 0              |
| 1957           | 6              | 0              |
| Всього         | 20             | 0              |

| Збірна Іспанії | Збірна Іспанії | Збірна Іспанії |
| Роки           | Ігри           | Голи           |
| -------------- | -------------- | -------------- |
| 1958           | 1              | 0              |
| 1959           | 1              | 0              |
| 1960           | 5              | 0              |
| 1961           | 7              | 0              |
| 1962           | 2              | 0              |
| Всього         | 16             | 0              |

## Титули і досягнення
- Чемпіон Уругваю (5):

«Насьйональ»: 1950, 1952, 1955, 1956, 1957
- Чемпіон Іспанії (5):

«Реал Мадрид»: 1957-58, 1960-61, 1961-62, 1962-63, 1963-64
- Володар Кубка Іспанії з футболу (1):

«Реал Мадрид»: 1961-62
- Володар Кубка європейських чемпіонів (4):

«Реал Мадрид»: 1957-58, 1958-59, 1959-60, 1965-66
- Володар Міжконтинентального кубка (1):

«Реал Мадрид»: 1960
- Бронзовий призер Чемпіонату Південної Америки: 1957

### Індивідуальні
- Включений до символічної збірної чемпіонату світу: 1954